# نورمان إس. واترس
نورمان إس. واترس (بالإنجليزية: Norman S. Waters)‏ هو سياسي أمريكي، ولد في 1925، وتوفي في 25 فبراير 2012.